# Трутовський Костянтин Олександрович

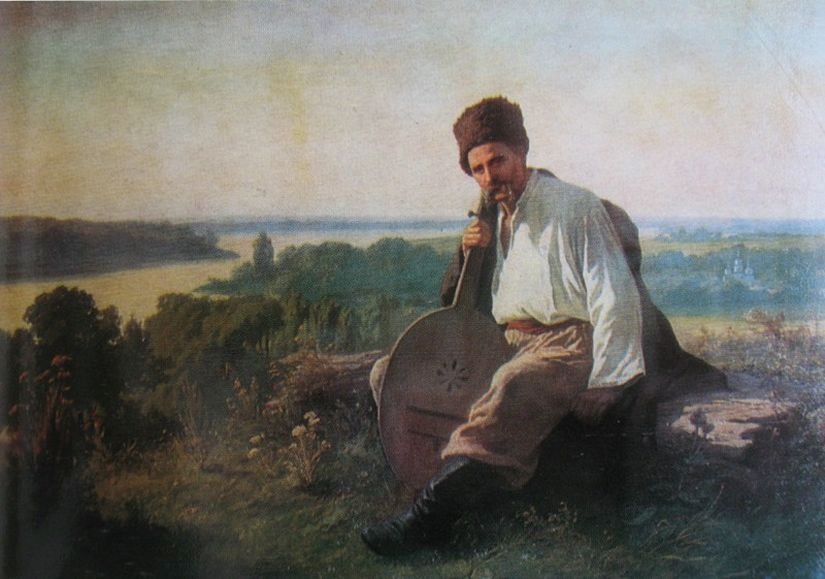
Тарас Шевченко з кобзою над Дніпром (1875)

Костянти́н Олекса́ндрович Труто́вський (28 січня (9 лютого) 1826 — 17 (29) березня 1893) — український художник-живописець і графік.

## Біографія

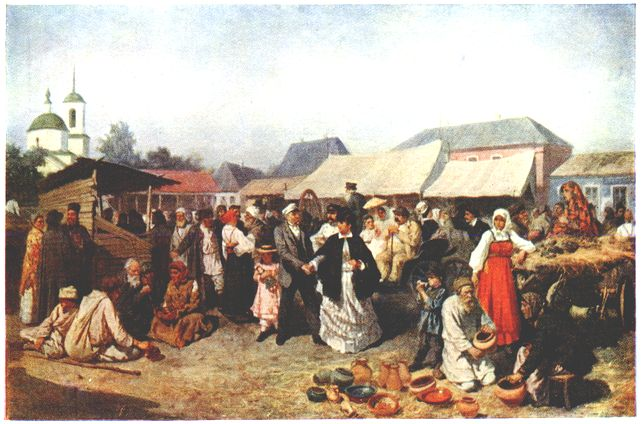
Базар в провінції (до 1893)

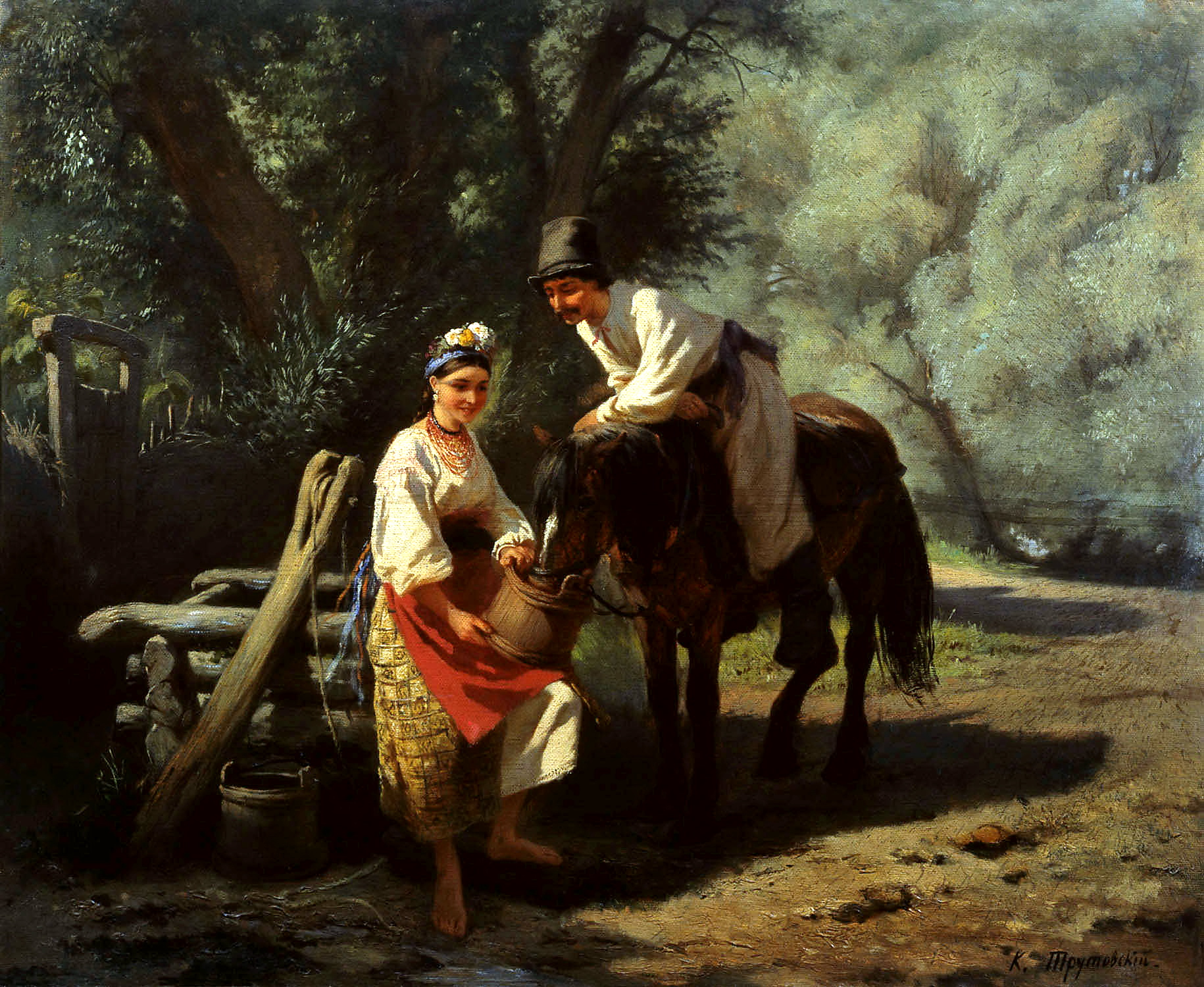
Сцена біля колодязя (до 1893)

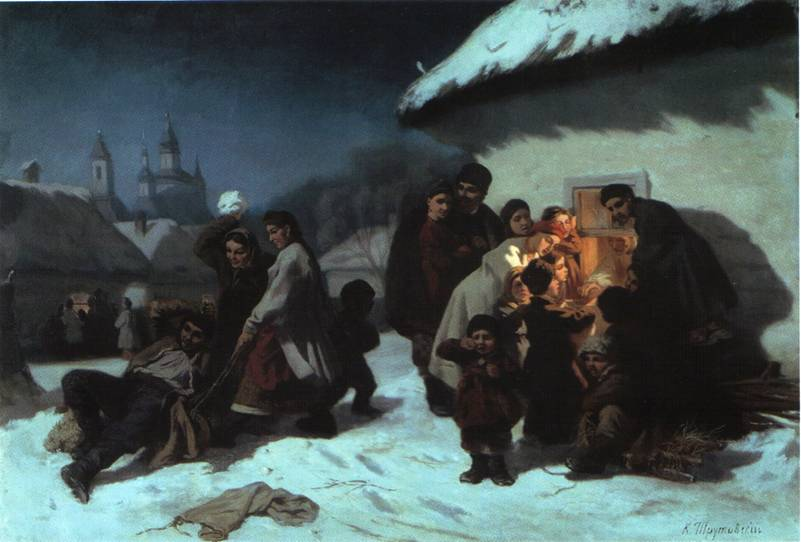
Колядки в Україні (1864)

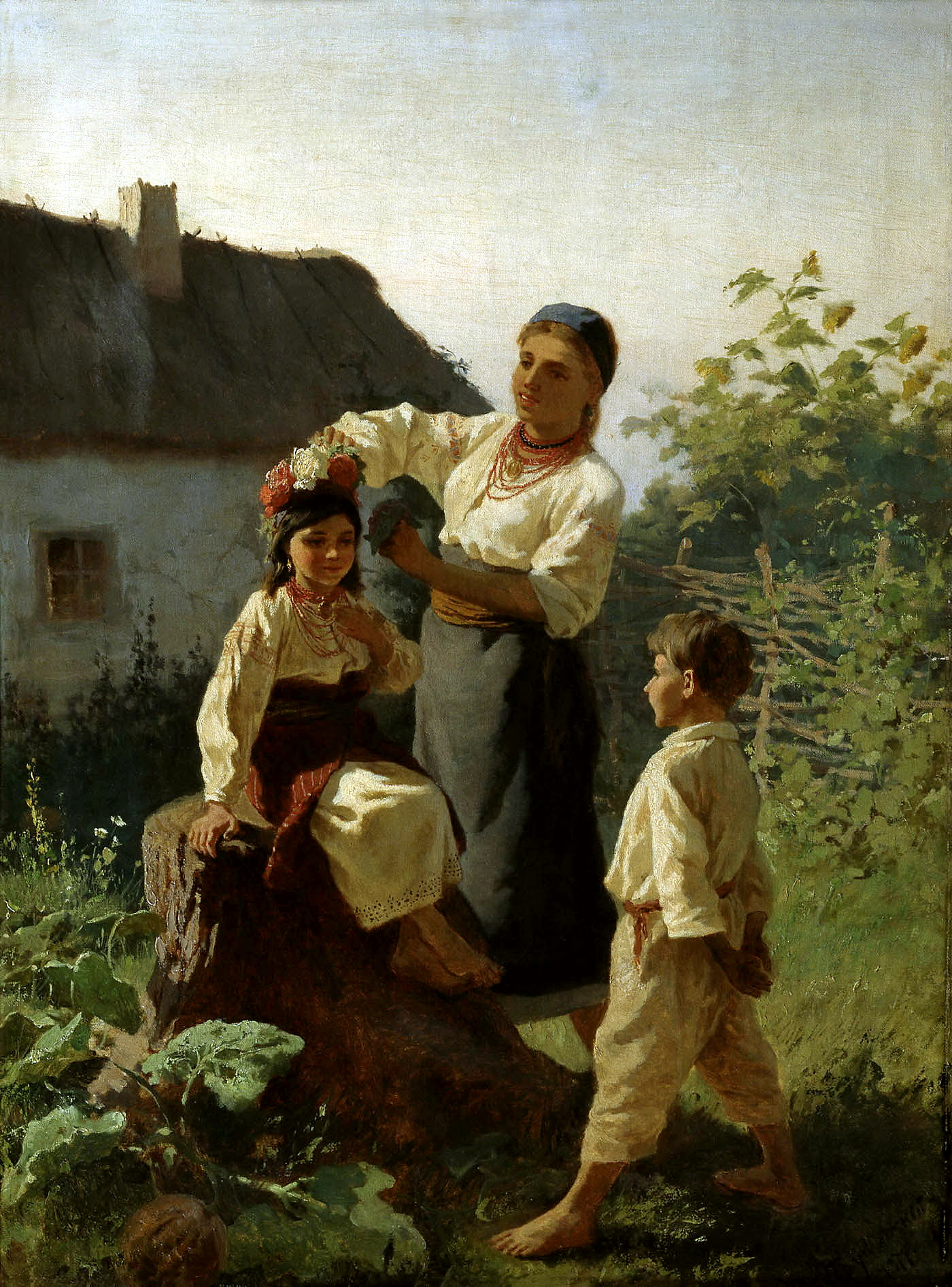
«Одягають вінок» (до 1893)

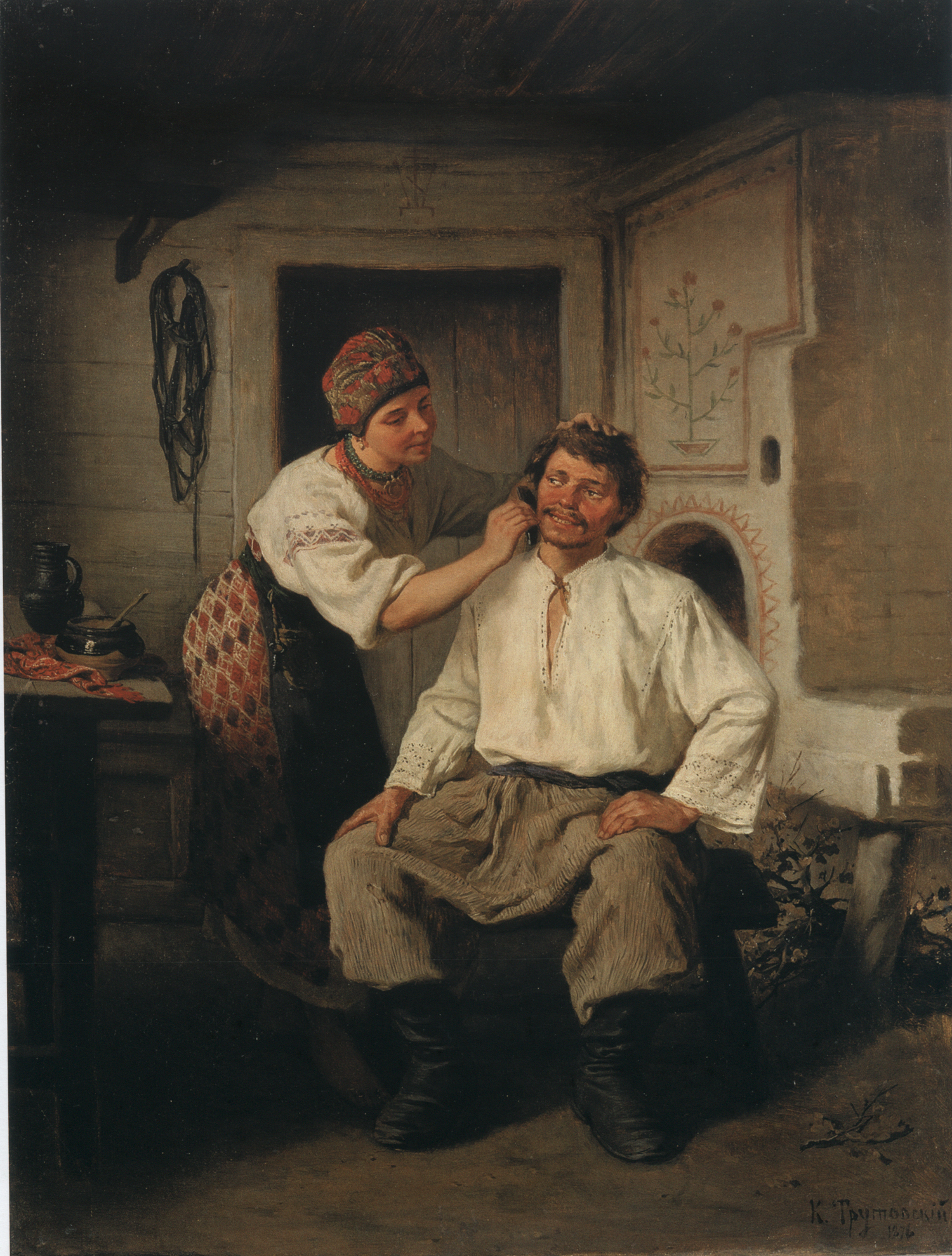
Жанрова сцена

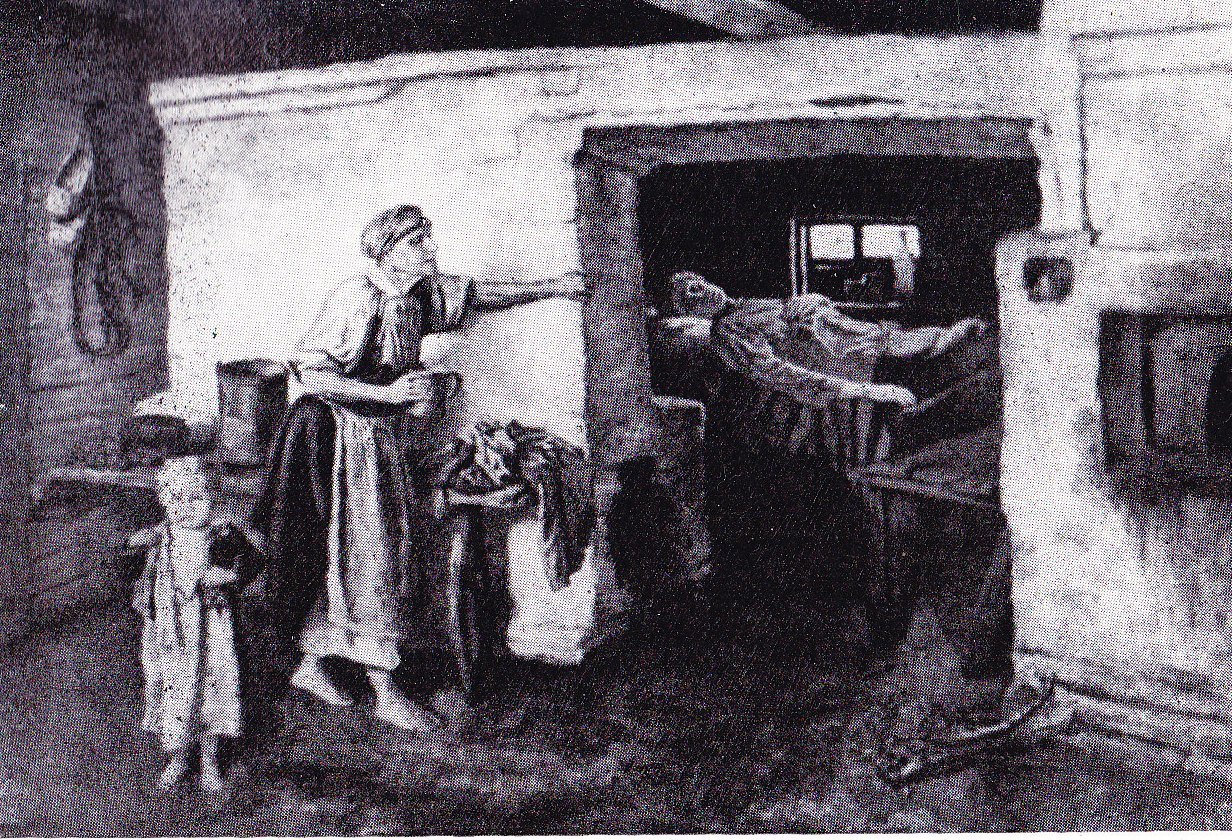
«Хворий» (1883)

Костянтин народився у м. Курськ, в будинку свого діда Олексія Івановича Мойсеєва. Упродовж перших дев'яти років виховувався у родинному маєтку тата, Олександра Івановича, у слободі Попівка-Семенівка на Харківщині (тепер с. Попівка Краснопільського району Сумської обл., при російському кордоні).
Після чотирирічного навчання у приватному пансіоні в 1839 році Костянтин вступив до Миколаївського інженерного училища в Петербурзі, де мав змогу товаришувати з Федором Достоєвським, учнем того ж самого навчального закладу. Саме Достоєвський привернув увагу Костянтина до творів Миколи Гоголя, і так молодий художник, вдалечині від батьківщини, відчував себе українцем[джерело?]. Знайомився особисто з молодим ще тоді Тарасом Григоровичом Шевченком. Разом з Достоєвським вступив до революційного гуртка так званих «петрашевців». Лише випадковість врятувала його від арешту та долі інших членів цього гуртка — смертного вироку, що був замінений для них на сибірську каторгу.
Між 1845—1849 Кость навчався в Петербурзькій Академії Мистецтв. У 1860 році отримав звання академіка. Художник належав до панівного в другій половині 19 століття реалістично-академічного напрямку. Костянтин закінчив Академію мистецтв, але важка атмосфера імперського Петербурга, за часів імператора Миколи І, заважала йому спокійно творити в столиці імперії. Тому і він повернувся в Україну, де проживав з своєю родиною, як проживав він в дитинстві, в Харківській та Курській губерніях.
Метою своєї художньої творчості Трутовський вважав зображення звичайного життя українського селянства тодішньої Слобожанщини, життя, що невблаганно зникало під впливом русифікаторської політики російського царату та зламу старих патріархальних традицій українського народу. Трутовський жадав зберегти хоча б на своїх полотнах цей величний світ української духовності, який, як йому здавалося, швидко зникав під впливом невблаганних обставин, і тому на його картинах так різко відчувається і тихий сум за тією гармонією, що мала зникнути, і наліт затишного, сентиментального романтизму.
Серед найкращих робіт Костянтина Трутовського можна назвати картини: «Весільний викуп» 1881-го року (зберігається у Національному художньому музеї України в Києві), «Дівчина зі снопами», «Повінь», ілюстрація до твору Марка Вовчка «Чумак». Крім творів Марка Вовчка, ілюструє також українські твори Миколи Гоголя, Тараса Шевченка. Темі народного життя на етнічній межі між зонами розселення українського і російського народів, яка проходить саме повз рідну для нього Курську губернію, присвячені дві картини художника — «Переселенці в Курській губернії» і «Хоровод в Курській губернії». Всі свої українські картини Костянтин мріяв об'єднати в два великих цикли — «Альбом сцен українського життя» (акварелі) та «Живописна Україна».
Картини Костянтина Трутовського зберігаються зараз у різних музеях світу, в українських і в найкращих російських — Російському музеї в Петербурзі і Третьяковській галереї в Москві.
Помер Костянтин Трутовський 17 березня 1893-го року на рідній землі — в маєтку своєї матері в селі Яківлівці Обоянського повіту, Курської губернії. (тепер 10—15 км. від м. Обоянь Обоянського району Курської області) на Східній Слобожанщині. Похований в Обоянському Богородицько-Знаменському чоловічому монастирі.
У 1924-му році більшовики зруйнували цей монастир разом із цвинтарем. Сучасне положення могили Костянтина Олександровича Трутовського тепер незнано. Існує тільки пам'ятний Поклінний Хрест, споруджений у 2009-му році на території колишнього монастиря.

## Творчість
Численні жанрово-ілюстративні олійні картини, акварелі з української тематики:
- «Жінка з полотном біля струмка» (1864)
- «Колядники на Україні» (1864)
- «Повернення з ярмарку в сільській Україні» (1868)
- «Білять полотно» (1874)
- «Шевченко-кобзар над Дніпром» (1875)
- «На кладці» (1881)
- «Покинена» (1881)
- «Дівчина з снопами» (1881)
- «Сорочинський ярмарок» (1881)
- «Весільний викуп» (1881)
- «Біля тину» (1886)

Малюнки:
- «Пан і козачок»
- «П'яний поміщик»
- «Шевченко в козачках»

Автолітографії:
- «Бандурист» (1860)
- «Лірник» (1860)

Ілюстрації до творів Марка Вовчка — «Сестра», «Чумак» (1860), Тараса Шевченка — «Наймичка», «Гайдамаки» (1886), «Невольник» (1887); повістей Миколи Гоголя — «Вечори на хуторі поблизу Диканьки», «Страшна помста» (1874), «Сорочинський ярмарок» і «Вечір під Івана Купала» (1876), до байок І. Крилова та інших.
Трутовський брав участь у видаваній Л. Жемчужниковим «Живописній Україні» (1861–1862). Художник часто впадав у модний в його добу етнографізм.
Творчість Трутовського свого часу користувалася великою популярністю і мала вплив на наступну генерацію митців: С. Васильківського, І. Іжакевича, М. Пимоненка, О. Сластіона та інших.

### «Тарас Шевченко з кобзою над Дніпром»
Картина 1875-го року, яка ще відома під назвами «Кобзар над Дніпром» або «Кобзар на Дніпрі». На картині зображено Тараса Шевченка, який сидить на поваленому стовбурі великого дерева, притуливши до себе велику кобзу, а за його спиною розстилаються дніпрові схили, а праворуч від нього і сам Дніпро тече велично під своїми горами. І наче відразу впізнаєш в оцій могутній фігурі Тараса Григоровича, але разом з тим здається, що нібито це простий український селянин, працівник і хлібороб, що увечері, втомившись після щоденної праці, прийшов у своїй звичайній одежі — у шароварах та білій сорочці, у свитці та чоботях, а ще зі смушковою шапкою на голові, на високий берег Дніпра, зі своєю подругою-кобзою, і зараз, трохи відпочивши після буденних трудів, вдарить по струнах і заспіває сумні українські пісні. Душу українського народу, душу Тараса Шевченка, спільну і єдину, зміг показати в своїй картині Костянтин Трутовський.
Зараз картина Трутовського «Тарас Шевченко з кобзою над Дніпром» знаходиться в Національному музеї Тараса Шевченка в Києві. Працівники музею мають добру традицію — час від часу виставляти її в різних містах України. Так, у березні 2011-го року картина експонувалася в Кропивницькому обласному художньому музеї в рамках мистецького проекту «Виставка однієї картини» і мала великий успіх серед глядачів, майже такий, як і під час першого показу її на Пересувній виставці 1877-го року в залах Московського училища живопису, скульптури і зодчества.

### «В місячну ніч»
Картина «В місячну ніч» належить до тих творів К. О. Трутовського, що їх художник присвятив зображенню життя й розваг сільської молоді. Особливо багато таких картин з'явилося з-під пензля митця в 1870-х роках (численні варіанти сюжетів на мотиви «Побачення», «На кладці», «Біля тину» тощо). В основу картини покладено простий, дещо забавний і глибоко поетичний сюжет: двоє святково одягнених дівчат з лукавими посмішками на обличчях відпихають від берега річки чи ставка човен, в якому заснув молодий вродливий хлопець. Зображена сцена відбувається на тлі майстерно написаного художником пейзажу. Яскраве зеленкувато-сріблясте місячне світло вихоплює з темряви частину фронтону типової української хати з двома цятками вікон, відблисками грає на сорочках дівчат і хлопця. В картині все в повному розумінні цього слова живописне: і стрункі постаті дівчат, і хатина з світлими вогниками віконець, і темні силуети дерев на тлі освітленого блідим місяцем небесного простору. Дослідники небезпідставно відзначають спорідненість цього твору К. О. Трутовського з українськими повістями М. В. Гоголя та з пейзажами Архипа Куїнджі, в яких з такою ж художньою силою опоетизовані чарівні українські ночі.

### «Весільний викуп»
Картиною «Весільний викуп» К. О. Трутовський продовжив розвиток теми, пов'язаної з живописною інтерпретацією українських народних обрядів, яку започаткував ще в 60-ті роки картиною «Колядки в Україні». Тема вимагала багатофігурної (хорової) композиції, і художник блискуче впорався з її побудовою. В картині продумано згруповані персонажі, правдиво передано їхні пози, жести, вдало підібрано типаж. Прекрасно написані зокрема постаті молодиці й двох дівчат в правій частині полотна, дівчини-підлітка з глечиком і решіткою в руках і, особливо, — літнього селянина, який, тримаючи в руці чарку, вимагає викупу за молоду. Як і в багатьох інших творах К. О. Трутовського, важливим компонентом в картині є пейзаж. Художникові вдалося успішно вирішити просторову перспективу, майстерно зобразити село вдалині, що потопає в зелені дерев, сповнити картину повітрям, правдиво передати перехідний стан природи — наближення теплого літнього грозового дощу.

### «Хворий»
Картина «Хворий» — один з найдраматичніших творів у живописній спадщині К. О. Трутовського. З картини постає сповнений глибокого трагізму образ смертельно хворого молодого селянина, за яким доглядає його старенька сліпа мати. Навпомацки, тримаючись однією рукою за піч, вона поволі наближається до ліжка з горнятком в іншій руці. Трагізм зображеної сцени підсилюється деталями інтер'єру: в хаті майже відсутні меблі, на єдиному, збитому з дощок ослоні, стоїть старе погнуте відро, лежать кілька картоплин та якесь лахміття. На догляд старої залишене й маленьке дитинча. Заплакане, воно безпорадно стоїть посеред хати. Кожна деталь у картині ретельно вивірена і несе в собі важливе смислове навантаження. Характерові зображеної сцени відповідає колорит, в якому домінують приглушені сірувато-коричневі тони. Важливу роль у творі відіграє світло. Проникаючи через невеличке віконце в глибині композиції, воно вихоплює з напівтемряви тісної кімнати постать хворого, акцентуючи на ній увагу глядача.

### «Збирання недоїмок на селі»
Ще гостріша за своїм соціальним спрямуванням картина «Збирання недоїмок на селі», в якій відтворено характерне для пореформеної доби явище — класове розшарування села. Перед нами знову багатофігурна композиція, до якої нерідко звертався К. О. Трутовський. Цього разу сюжет вирішено в інтер'єрному плані: дія відбувається в просторій хаті сільського багатія. Згідно з ідейним задумом, художник згрупував персонажів за принципом контрасту, помістивши на чільному місті, за столом, представників сільської влади і протиставивши їм постаті знедолених селян. Троє з персонажів — двоє чоловіків і одна жінка — стоять перед столом на колінах, очевидно, випрошуючи відстрочку платежу. Однак їхні сподівання марні: один з представників влади знущально сміється над нещасними.
З усіх «хорових» композиції К. О. Трутовського «Збирання недоїмок» — твір найбільш художньо досконалий. Майже всі персонажі наділені індивідуальними характеристиками, відзначаються природністю поз, жестів, міміки. Художник майстерно скористався засобом світлотіньового контрасту, виділивши світлом образи, які несуть в собі найважливіше смислове навантаження, і сховавши в тінь все другорядне. Центральні персонажі виділені також кольором, що відразу привертає до них увагу глядача.